# Coptocercus validus
Coptocercus validus là một loài bọ cánh cứng trong họ Cerambycidae.